# 16. februar
16. februar je 47. dan leta v gregorijanskem koledarju. Ostaja še 318 dni (319 v prestopnih letih).

## Dogodki
- 1646 – Bitka za Torrington je zadnja bitka Prve angleške državljanske vojne.
- 1774 – Versus Vandalici, prva posvetna pesem v prekmurščini (pisal je David Novak)
- 1807 – v Weimarju premierno uprizorijo Goethejevo dramo Torquato Tasso
- 1937 – Du Pont patentira najlon
- 1940 – britanski rušilec HMS Cossack zajame v fjordu Josing nemško spremljevalno ladjo Altmark
- 1942 – Palembang na Sumatri kapitulira
- 1943 –
  - Vichy začne mobilizacijo več letnikov v Le Service du Travail Obligatoire
  - Rdeča armada osvobodi Harkov
- 1949 – prvo zasedanje izraelskega kneseta
- 1959 – Fidel Castro postane kubanski predsednik vlade
- 1961 – Ljudska republika Kitajska zažene svoj prvi jedrski reaktor
- 1987 – začetek sojenja Ivanu Demjanjuku
- 1989 – ustanovljena Slovenska demokratična zveza
- 2005 – začetek veljavnosti kjotskega protokola

## Rojstva
- 1032 – cesar Yingzong, dinastija Song († 1067)
- 1222 – Ničiren, japonski budistični filozof († 1282)
- 1304 – Tug Temur/cesar Wenzong, mongolski vrhovni kan, cesar dinastije Yuan († 1332)
- 1331 – Coluccio Salutati, italijanski (florentinski) državnik, humanist in zgodovinar († 1406)
- 1497 – Philipp Melanchthon, nemški reformator, teolog, filozof († 1560)
- 1514 – Georg Joachim Lauchen von Retij, nemški astronom, matematik, kartograf, († 1574)
- 1519 – Gaspard de Coligny, francoski admiral, hugenot († 1572)
- 1740 – Giambattista Bodoni, italijanski tiskar († 1813)
- 1791 – Claude Servais Mathias Pouillet, francoski fizik († 1868)
- 1824 – Peter Kozler, slovenski pravnik, gospodarstvenik, geograf, kartograf, politik († 1879)
- 1834 – Ernst Haeckel, nemški biolog, filozof, zdravnik in umetnik († 1919)
- 1836 – Bogdan Petriceicu Hasdeu, romunski učenjak, arhivar († 1907)
- 1848 –
  - Octave Mirbeau, francoski pisatelj, novinar in kritik († 1917)
  - Hugo Marie de Vries, nizozemski botanik († 1935)
- 1866 – Johann Maria Eduard Strauss, avstrijski skladatelj († 1939)
- 1868 – Wilhelm Schmidt, nemški duhovnik, antropolog († 1954)
- 1884 – Robert Joseph Flaherty, ameriški raziskovalec, filmski režiser († 1951)
- 1893 – Mihail Nikolajevič Tuhačevski, ruski general († 1937)
- 1902 – Joža Vombergar, slovenski dramatik († 1980)
- 1904 – George Frost Kennan, ameriški diplomat († 2005)
- 1909 – Richard McDonald, ameriški poslovnež († 1998)
- 1922 – Cvetana Priol, slovenska učiteljica glasbe in Božja služabnica († 1973)
- 1926 – John Richard Schlesinger, angleški filmski režiser († 2003)
- 1941 – Kim Džong Il, severno korejski voditelj († 2011)
- 1958 – Tracy Marrow, ameriški rap glasbenik
- 1959 – John McEnroe, ameriški teniški igralec
- 1964 – Bebeto (José Roberto Gama de Oliveira), brazilski nogometaš
- 1970 – Angelo Peruzzi, italijanski nogometaš
- 1973 – Cathy Freeman, avstralska atletinja
- 1979 – Valentino Rossi, italijanski motociklistični dirkač

## Smrti
- 1184 – Rihard Doverski, canterburyjski nadškof
- 1247 – Henrik Raspe, deželni grof Turingije, nemški (proti)kralj (* 1204)
- 1279 – Alfonz III., portugalski kralj (* 1210)
- 1281 – Gertruda Hohenburška, nemška kraljica, soproga Rudolfa I. Nemškega (* 1225)
- 1309 – Rupert I., nemški volilni knez, pfalški grof (* 1309)
- 1318 –
  - Erik Magnusson, švedski princ, vojvoda Södermanlanda, brat kralja Birgerja (* 1282)
  - Valdemar Magnusson, švedski princ, vojvoda Finske, brat kralja Birgerja (* 1280)
- 1391 – Ivan V. Paleolog, bizantinski cesar (* 1332)
- 1531 – Johannes Stöffler, nemški matematik, astronom, astrolog, duhovnik (* 1452)
- 1636 – Henry Gellibrand, angleški astronom, matematik, duhovnik (* 1597)
- 1728 – Maria Aurora Königsmark, nemška grofica (* 1662)
- 1858 – Georg Friedrich Creuzer, nemški učenjak (* 1771)
- 1904 – Boris Nikolajevič Čičerin, ruski zgodovinar, filozof (* 1828)
- 1907 – Giosuè Carducci, italijanski pesnik, nobelovec 1906 (* 1835)
- 1917 – Octave Mirbeau, francoski pisatelj, novinar in kritik (* 1848)
- 1927 – Jonas Basanvičius, litovski zdravnik, folklorist, državnik (* 1851)
- 1937 – Lojze Bratuž, slovenski skladatelj, zborovodja (* 1902)
- 1960 – France Kralj, slovenski slikar (* 1895)
- 1967 – Marie-Louise-Jeanne Mourer - Martine Carol, francoska filmska igralka (* 1922)
- 1970 – Francis Peyton Rous, ameriški patolog, nobelovec 1966 (* 1879)
- 1979 – Pedro Gerardo Beltrán, perujski ekonomist, diplomat, založnik, premier (* 1897)
- 2016 – Boutros Boutros-Ghali, egiptovski diplomat in politik (* 1922)
- 2024 – Aleksej Navalni, ruski opozicijski politik (* 1976)

## Prazniki in obredi

### Goduje
- sveti Onezim
- peteri mučenci iz Egipta
- sveta Julijana